# Moti Bodek

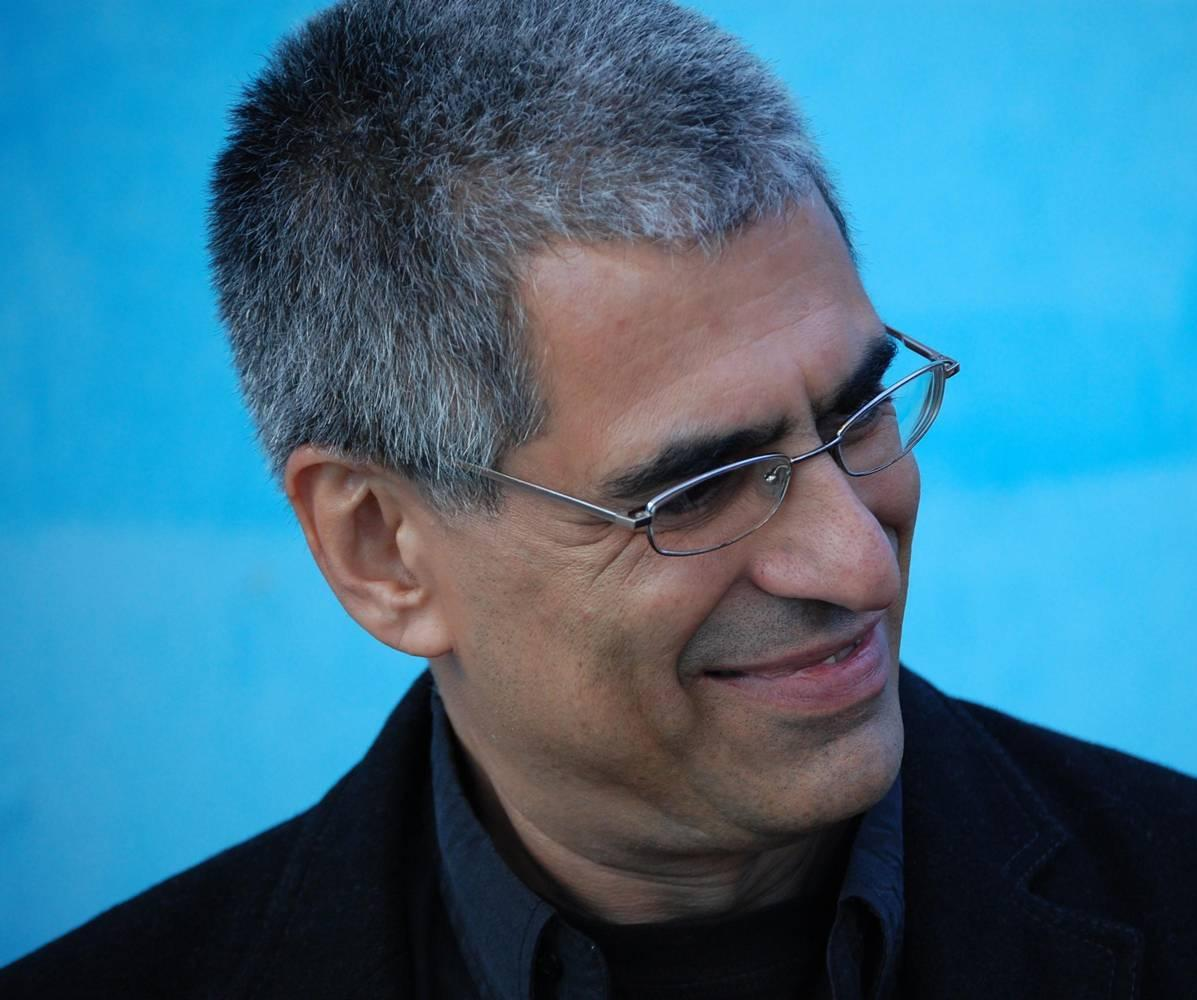
Moti Bodek

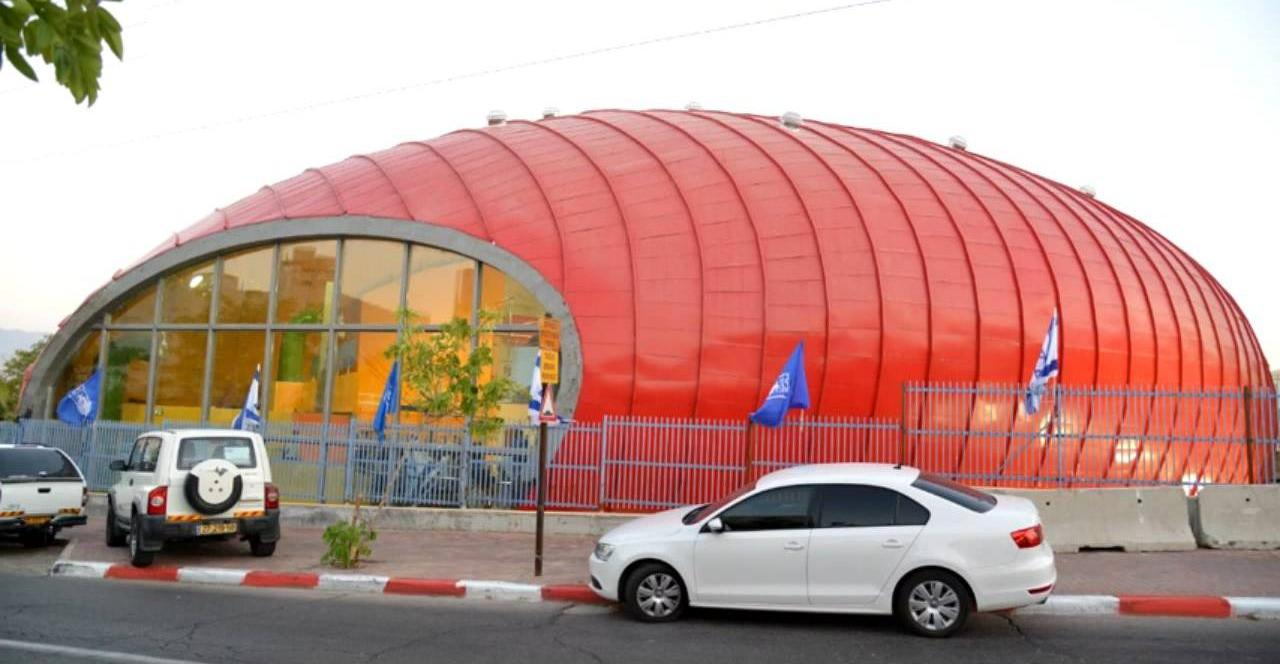
Centro esportivo de Eilat

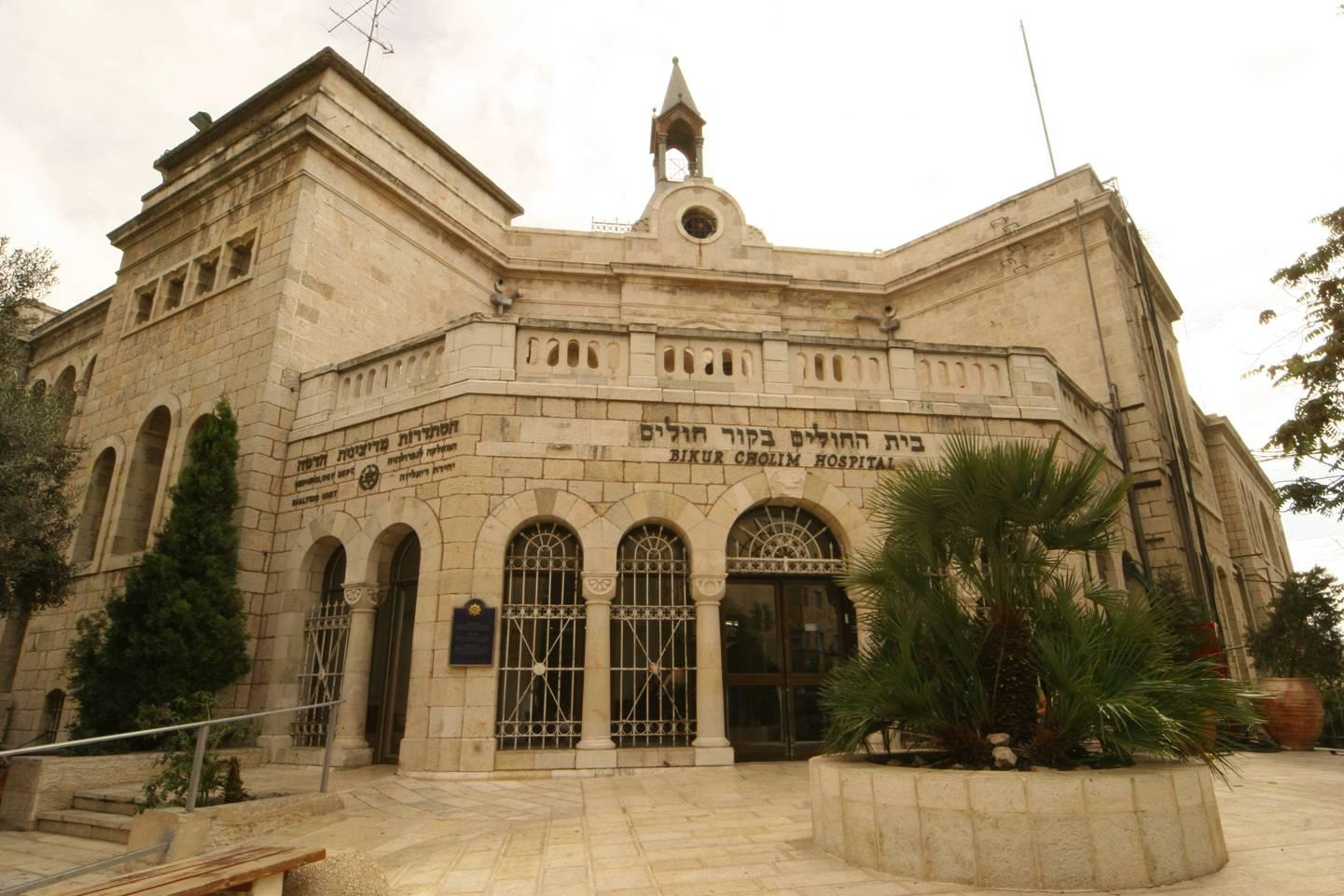
Bikur Holim Hospital de Jerusalén

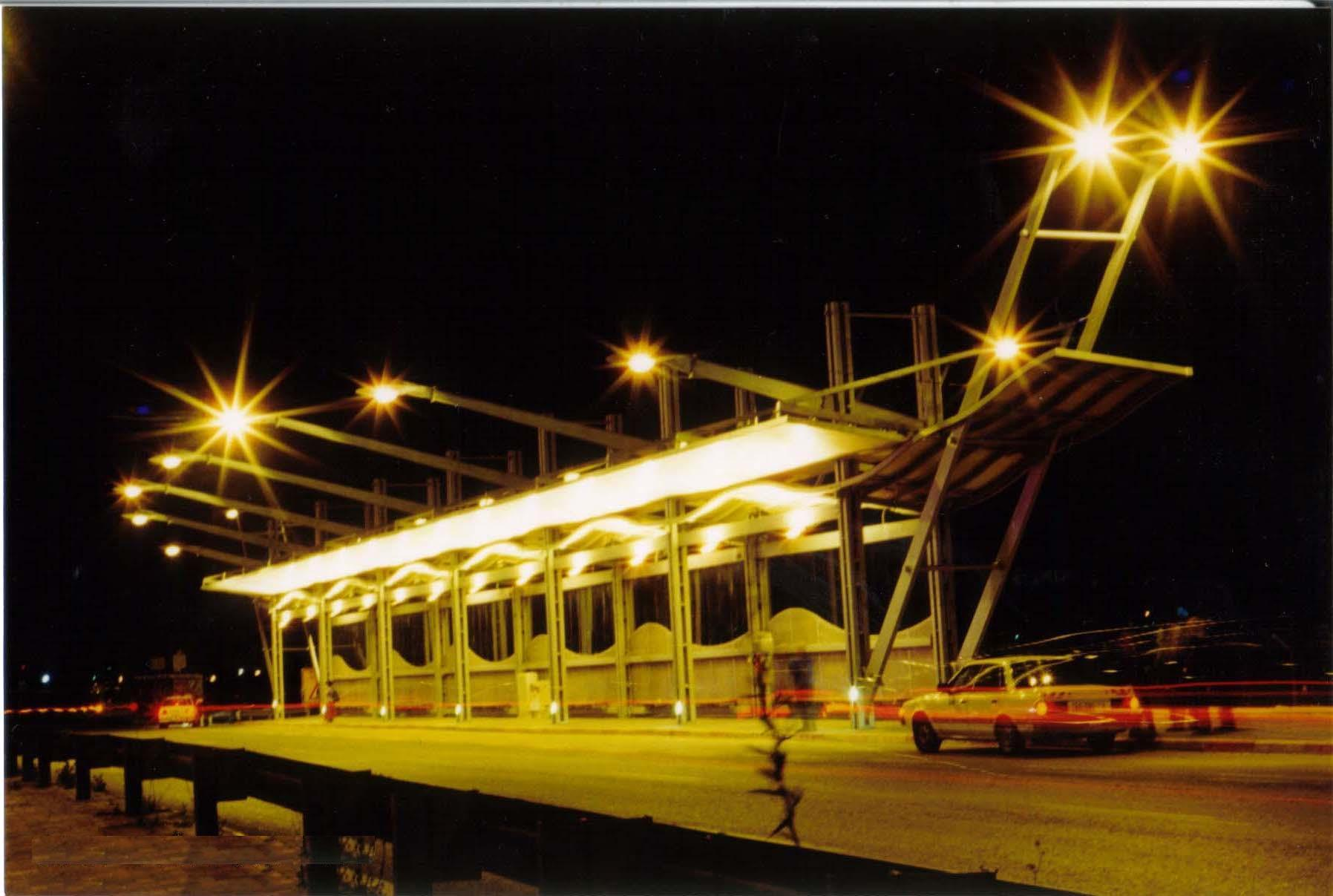
Paradas de autobús en la Ruta 44 cerca de Holon

Moti Bodek (hebraico: מוטי בודק; b. 1961) é arquiteto israelense, Ele é o dono da empresa Bodek Architecs com sede em Tel Aviv, e também professor na Faculdade de Arquitetura do Departamento de Academia de Arte e Design - Bezalel, em Jerusalém.

## Biografia
Moti Bodek nasceu e foi criado em Haifa. Serviu nas forças de segurança israelitas, entre os anos de 1979-1985. Em 1989 graduou-se com honras na Faculdade de Design de la Academia de Arte e Design - Bezalel, em Jerusalém. Em 1990, obteve seu diploma arquiteto pela Faculdade de Arquitetura da Technion, em Haifa. Entre os anos de 1987-1993 Bodek tem trabalhado na empresa Avraham Architects Yasky em Tel Aviv. e, ao mesmo tempo, ele fundou sua própria empresa de arquitetura Arquitetos Bodek. Em 1991, começou a ensinar na Bodek Bezalel e em 1995 ele se formou MPA Clark University, em Massachusetts, nos EUA. Entre os anos de 2001-2004, Bodek foi nomeado Vice-Diretor da Faculdade de Arquitetura da Universidade de Ariel. Atualmente, ele é professor e chefe professor sênior dos palestrantes de la Academia de Arte e Design - Bezalel. Bodek foi um dos fundadores de organizações de trabalhadores em instituições de ensino superior e também foi nomeado como vice-presidente.

## Investigação
Bodek envolvidos na investigação, concepção e construção de edifícios e projetos baseados em altas habilidades em técnicas de fabricação e construção. Estas estruturas mostram que a inovação de engenharia de sistemas naturais e coragem inspirada, com referência aos sistemas de construção, parâmetros funcionais e formais, e os métodos da construção original e barato. Sua obra pertence à disciplina desenvolvimento contemporâneo Biomimética (Imitation of Life), que tenta encontrar soluções eficazes e sustentáveis para o projeto e os desafios tecnológicos de hoje, através da aprendizagem e imitação de princípios, métodos e processos de natureza orgânica.

## Projetos Selecionados
- Centro esportivo de Eilat.
- Estadio de Fútbol Tiberíades.
- Centro esportivo da Universidade de Tel Aviv.
- Novo bairro próximo Bersebá: The River Park.
- Duas pontes em Asdode.
- Centro Náutico e Sailing Club, Eilat.
- Sinagoga, perto de Ascalão.
- Hospital de Bikur Holim, em Jerusalém.
- A Embaixada da Rússia sobre Residence Bulevar Rothschild, em Tel Aviv.
- A estação central de ônibus em Tel Aviv.

## Exposições
- Biomimética Arquitetura influenciada pela natureza dos sistemas, os edifícios de exposições e arquiteto do projeto Moti Bodek. Semana Internacional da Faculdade de Ciências Aplicadas PSF, Freiland Potsdam, Alemanha, de 12-16 maio de 2014.
- BIO-DESIGN: HYBRID FABRICTIONSׂ. Group Exhibition. Master's Program in itegrated Design, Research Gallery, Design Faculty, HIT Holon Institute of Technology, Israel. 28 April-19 May 2015
- La Biennale di Venezia: The 15th International Architecture Exhibition Venice, Italy, May 28th to November 27th 2016.

## Conferência e Congresso
- Comitê de Educação da Knesset, agosto de 2007
- Dentro das casas, Tel Aviv. Mai 2008
- Bloomfield Science of Jerusalem, Junho 2012
- Deportes y Arquitectura, Sports and Architecture, Archijob Centro Tel Aviv, julho 2012
- Biomimética Arquitetura influenciada pela natureza dos sistemas, a HIT - Holon Institute of Technology, maio 2013
- Works in Progress, Obras em andamento, ZEZEZE Arquitetura Galleria, Tel Aviv, novembro 2013
- IMPACT, IMPACT, da Associação Profissional de Artistas Visuais israelense, Beit Ariela Biblioteca Tel Aviv, dezembro 2013
- Potsdam Semana Internacional de Conferência de Potsdam abertura Freiland, Potsdam Alemanha, maio 2014
- Biomimética conceitos arquitetônicos - Conferência e oficina Freiland, Potsdam, Alemanha, maio 2014
- Material de artesanato Conferência Cultura Contemporânea, Academia de Arte e Design - Bezalel, em Jerusalém, maio 2014
- IMPACT, IMPACT, da Associação Profissional de Artistas Visuais israelense, Alfred Gallery Tel Aviv, setembro 2014